# Cesárea Zafra y Mora
Cesárea Zafra y Mora   (Fuentidueña de Tajo, 25 de febrer de 1843 - Després de 1920) va ser una organista i compositora espanyola.
Va néixer a Fuentidueña de Tajo, a la província de Madrid, el 25 de febrer de 1843. Va matricular-se al Reial Conservatori Superior de Música de Madrid el 28 de març de 1857. Va cursar estudis d'orgue entre 1857 i 1860, en un moment en què no estava regulat l'accés de les dones a l'ensenyament d'aquest instrument, atès que estava vinculat de manera molt estreta als estudis de composició musical. Tanmateix, va esdevenir-ne alumna i va ser deixebla de Román Jimeno Ibáñez. Va concórrer diverses vegades als concursos públics convocats al conservatori en la modalitat d'orgue. Va obtenir el segon premi el 1857 i el primer el 1860, moment en què va finalitzar la seva carrera. Val a dir que va ser l'única alumna d'orgue que es va presentar. Va endur-se el guardó gràcies a la interpretació d'unes peces que ella mateixa va compondre en unes hores.
També està documentada com a compositora. Va compondre diverses obres, que van sortir publicades a Madrid el 1860: un estudi d'orgue en fuga sobra la Marxa Reial espanyola, que va dedicar al seu mestre, Román Jimeno; una balada per piano i cant titulada La gratitud, amb lletra de Julio Nombela; així com un ària per a contralt amb acompanyament de piano anomenada Amor de esposa, i Addio, una romança per cant.
Acabada la seva carrera musical, va casar-se amb Félix Peiró Rodrigo, assajador de la Casa de la Moneda de Barcelona, mort el 1896, amb qui va tenir, si més no, quatre fills. Hom situa la seva mort després de 1920.